# Utero arcuato
L'utero arcuato, o utero a sella, è una malformazione congenita che coinvolge il corpo e la cavità uterina, la quale risulta avere un fondo leggermente concavo piuttosto che convesso, come accade normalmente. In questa condizione, che non coinvolge l'esterno dell'utero, il quale mantiene una forma normale e tipica, il miometrio del fondo uterino si protende verso il centro della cavità e può arrivare a formare un piccolo setto, chiamato anche sub-setto. Se il setto va oltre una certa dimensione, non standardizzata in letteratura, allora la condizione prende il nome di utero setto o settato.

## Sintomi
Nella maggior parte dei casi, l'utero arcuato è una condizione del tutto asintomatica e la persona che ne è affetta può non accorgersi di questa sua malformazione per tutta la vita se non è soggetta a gravidanze. Anche in quel caso, comunque, l'utero arcuato non interferisce quasi mai negativamente con la capacità di procreare, e i dati riportati in letteratura circa una correlazione tra utero arcuato e casi di aborto spontaneo o anomalie del parto in generale, compreso il verificarsi di un parto prematuro, dovuto in particolare a una maggior pressione intrauterina causata da un ridotto spazio luminale, sono abbastanza discordanti. Per quanto riguarda in particolare gli aborti spontanei, gli specialisti concordano comunque nell'affermare che, in caso di utero arcuato, essi avvengono con maggior probabilità nel secondo trimestre di gestazione.
Talvolta l'utero arcuato può essere responsabile di oligomenorrea.

## Epidemiologia
Uno studio di screening effettuato tramite isteroscopia nel 1995 su un campione di 322 donne che avevano mostrato un anormale sanguinamento uterino, ha mostrato che il 6,5% di loro era affetto da utero arcuato, che si è rivelata essere la più comune tra le malformazioni uterine riscontrate.
Uno studio del 1997 condotto su un campione di 1 046 donne che si stavano sottoponendo a esami ginecologici con ultrasuoni per diverse patologie, ha rivelato che l'incidenza dell'utero arcuato era in realtà inferiore, riscontrando un valore del 3,1%.
Tuttavia, i dati dello studio del 1995 sono stati confermati da un altro studio effettuato nel 2001 tramite la più moderna tecnica dell'ecografia transvaginale tridimensionale su un campione di 1 089 donne che non avevano mai manifestato problemi riproduttivi, da cui è risultato che circa il 6,6% del campione aveva un utero arcuato, mentre il 2,6% presentava un utero setto.

## Eziologia
Durante l'embriogenesi, l'utero si forma attraverso la fusione dei due dotti di Müller, noti anche come dotti paramesofrenici, che scendono dai reni verso la vulva. Nel corso di tale fusione, un processo di riassorbimento che prosegue in direzione caudo-craniale porta all'eliminazione della parte di tessuto che separa i due dotti e quindi alla formazione della vagina e un'unica cavità. Ciò significa quindi che la presenza di una sella più o meno accentuata, e ancor di più la presenza di un setto, è evidenza del fatto che tale riassorbimento, per motivi non ancora del tutto noti, non è andato del tutto a buon fine.

## Clinica

### Diagnostica

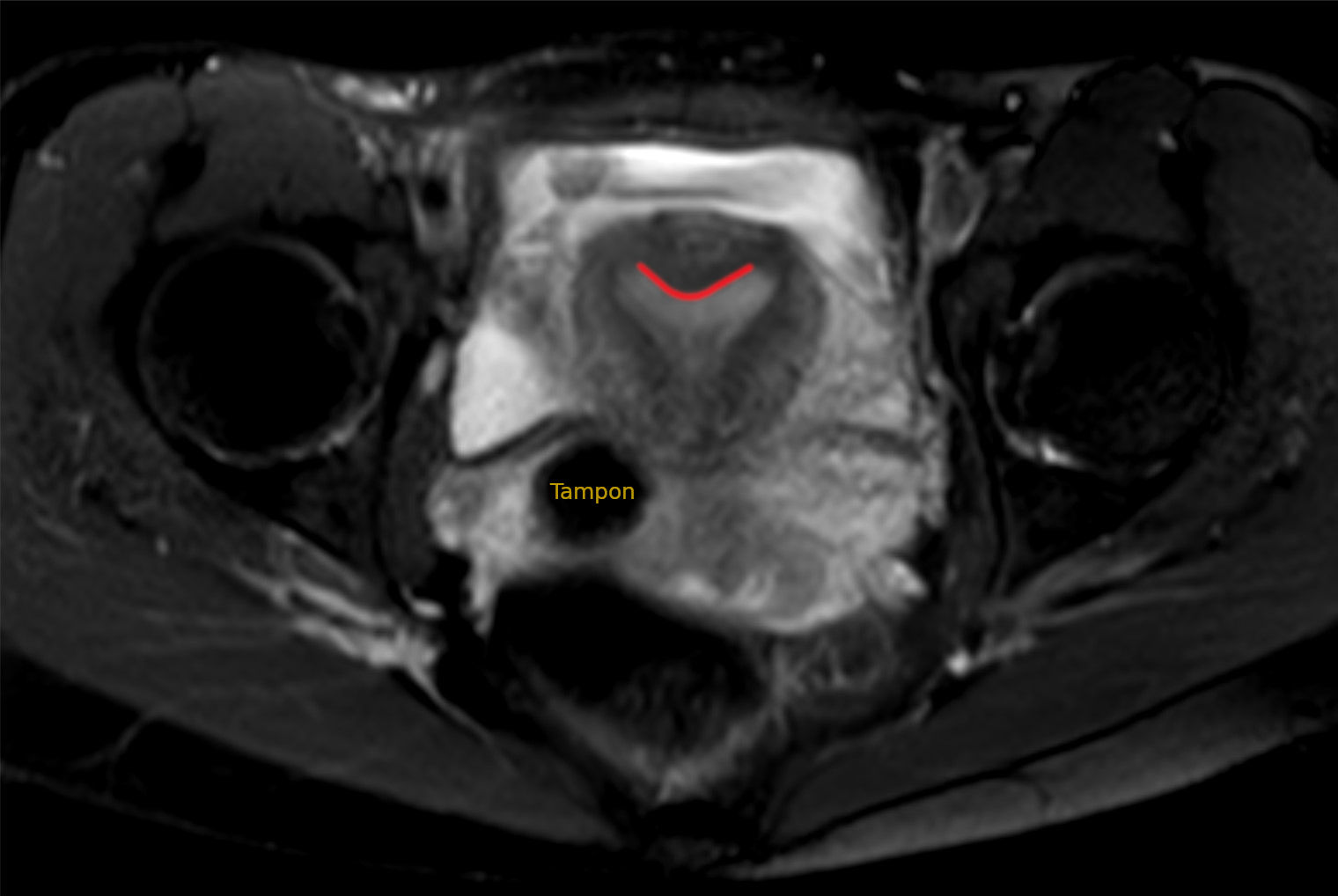
Un utero arcuato, il cui fondo è marcato con una linea rossa nell'immagine, osservato alla risonanza magnetica.

Un esame un tempo utilizzato per constatare la condizione di utero setto era la isterosalpingografia, un test radiografico che utilizza raggi X e un liquido di contrasto, in modo da indagare la morfologia dell'utero e delle tube di Falloppio.
Con l'avvento di nuove tecniche diagnostiche, la presenza di una sella è oggi esaminata attraverso l'ecografia transvaginale, la sonoisterografia, ossia un'ecografia che indaga l'interno della cavità uterina, la risonanza magnetica nucleare, che fornisce immagini dettagliate della struttura del corpo umano attraverso la registrazione di un segnale che emettono le cellule se sottoposte ad un campo magnetico intenso, e l'isteroscopia, una tecnica endoscopica che consente l'esplorazione della cavità uterina grazie all'uso di sonde ottiche.
L'ultima tecnica sviluppata in ordine di tempo, ritenuta dagli specialisti particolarmente performante, è l'ecografia transvaginale tridimensionale.

### Diagnosi differenziale
Nel corso della diagnosi differenziale dei sintomi riscontrati, occorre tenere presente le altre forme di malformazioni uterine esistenti. Rispetto a un utero setto, un utero arcuato contiene ad esempio un residuo di setto craniale che risulta essere più piccolo di un setto incompleto, o subsetto, ma la differenza tra le due condizioni non è ben standardizzata in letteratura.

## Trattamento
Solitamente si considera non necessaria la rimozione di una sella che non ha mai causato problemi, specialmente in donne che non hanno intenzione di affrontare gravidanze. Attualmente, quindi, l'intervento per questo di tipo di anomalia mülleriana, consistente nella resezione della sella in insteroscopia, è indicato solo in pazienti che abbiano già avuto episodi di aborti spontanei.